# 基圖洛國家公園

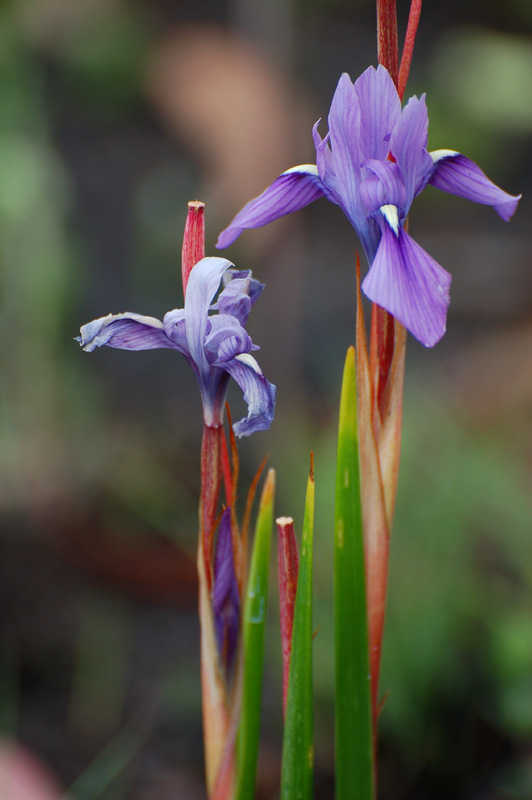

基圖洛國家公園（Kitulo National Park）是東非國家坦桑尼亞的國家公園，位於該國南部姆貝亞附近，毗鄰與馬拉維接壤的邊境，距離馬拉維湖40公里，佔地442平方公里，成立於2002年。
9°05′S 33°50′E / 9.083°S 33.833°E